# Pardon !
Pour les articles homonymes, voir Pardon (homonymie).
Pardon! est une marque de prêt-à-porter française fondée par l'entrepreneur allemand Peter Mertes sur l'île de La Réunion, département et région d'outre-mer dans l'océan Indien, très connue localement pour l'humour provocateur de ses graphismes et pour ses campagnes de publicité originales.
Elle a fait l'objet de nombreuses dénonciations de la part des institutions qu'elle a critiquées, notamment les autorités publiques, le Parti communiste réunionnais ou encore l'Église catholique, sa mascotte étant un petit diable apparaissant sur son logo, l'humour de Pardon! étant pris au premier degré.
Malgré une histoire jalonnée de procès, la marque reste fidèle à son discours contradictoire. Pardon! revendique la liberté d'expression à travers ses collections de prêt-à-porter.
De 2006 à 2015, outre ceux de La Réunion, la marque a vu plusieurs points de vente franchisés s'ouvrir en France métropolitaine, à Toulouse, Marseille, Besançon et Montpellier et dans les départements d'outre-mer (Guadeloupe, Martinique et Mayotte) ; elles sont aujourd'hui fermées.
En janvier 2016, Peter Mertes ouvre une nouvelle boutique sur l'île de la Réunion autour de l'art de la déco et de l'ameublement : Flagship-Store PARDON! HOME & LIFE, d'une superficie de 750 m2, voit le jour au Carré Duparc à Sainte-Marie, La Réunion. Cette aventure durera peu de temps car le magasin est liquidé en octobre 2018. Le magasin présentait une douzaine d'univers toujours dans l'esprit original et unique de Pardon!.
Pardon! est - entre autres - partenaire du groupe rock électronique réunionnais Zong, du Grand Raid et du Swim and RUN Réunion.

## Marque
La marque Pardon ! et son logo de diable font référence au magazine allemand Pardon.
La marque est exploitée par la société Pardon Création International.

## Historique
En juin 2007, pendant 14 semaines, Pardon! s'est installé au musée Léon Dierx, à Saint-Denis, La Réunion. Honneur, reconnaissance, rétrospective ! C'est à l'initiative de Madame le conservateur Laurence Madeline, que Pardon! a bénéficié de cette reconnaissance particulière d'acteur culturel.
En décembre 2007, la publication dans le magazine Entrevue de photos suggestives de Valérie Bègue prises par un photographe indépendant avec des vêtements de la marque amène Geneviève de Fontenay à réclamer la démission de Miss France 2008.
En décembre 2008, la marque réunionnaise fait à nouveau parler d'elle dans les médias en raison d'une procédure judiciaire de la part de Carla Bruni-Sarkozy à propos d'un sac Pardon ! utilisant l'image de la chanteuse et Première dame sans son accord.
La marque Pardon! a marqué les esprits avec plusieurs affaires médiatiques. En 2008, l'affaire Miss France avec Valérie Bègue a secoué la France pendant deux mois, suivie par une action satirique contre le ministre de l'Intérieur, avec un t-shirt « Carry Poulet ». Plus tard, l'attention s'est tournée vers l'île de La Réunion avec l'affaire du t-shirt « MH370 » impliquant Carla Bruni. Ces événements montrent la capacité de Pardon! à provoquer et attirer l'attention sur ses créations audacieuses.
En 2009, Pardon! fête ses 25 ans. C'est l'occasion pour la marque d'associer son image à celle d'autres marques locales telles que la bière Dodo des brasseries de Bourbon et l'eau de source Edena. Cet événement sera relayé par la presse magazine nationale avec entre autres des articles dans le WAD et le BLAST.
En 2012, l'utilisation d'une Mahoraise seins nus et balai à la main dans une photographie rejouant la Marianne de La Liberté guidant le peuple fait scandale à Mayotte.
En 2014, la firme soulève certaines contestations en commercialisant des t-shirts portant une étiquette qui laisse apparaître le petit diable de la marque, porté, comme à l’époque de l’esclavage et de la colonisation, par deux africaines nues qui semblent avoir un os dans les cheveux. L'UFR (Union des Femmes Réunionnaises), le CRAN Réunion, Rasine Kaf ainsi que des groupes sur les réseaux sociaux, réagissent en demandant le retrait immédiat de ces produits.
La réponse apportée par Peter Mertes à ces réactions n'apaisent pas les tensions, car elle est perçue comme une nouvelle ironie, la marque lançant dans le même temps un sac ayant pour effigie un doigt d'honneur...
Quelques mois plus tard, à la suite de l'attentat contre Charlie Hebdo en janvier 2015, Pardon ! soulève de nouveau la contestation. En voulant rendre hommage au magazine et témoigner son soutien à la satire caustique pratiquée au nom de la liberté d'expression, la marque annonce le 8 janvier le lancement d'un sac gratuit présentant un enfant jouant à saute-mouton par-dessus un musulman en prière.
Pardon! a collaboré avec de nombreuses personnalités de l’île de la Réunion comme le graffeur Jace, le caricaturiste « Nimbus », ou l'accordéoniste « Adeline Vaudin »[réf. nécessaire].
Depuis 2013, l'équipe Pardon! publie un guide touristique intitulé « Réunion mon Amour », reflétant l'esprit créatif de la marque. En 2024, ce guide célèbre son 10ème anniversaire avec une édition spéciale. Pardon! fait paraître un livre sur l'histoire de Pardon! intitulé « Kultur Kréole », qui inclut la contribution de personnalités telles que Gérard Jugnot et Marcel Rufo, qui ont participé à l'histoire de la marque.
Pardon! a développé au fil des années, des partenariats avec plusieurs grandes marques et entreprises telles qu'Air Austral, Bière Dodo, Edena, Free Dom, GR, Renault et SFR.